# Núcleo supraquiasmático
O núcleo supraquiasmático (por vezes abreviado NSQ) é um centro primário de regulação dos ritmos circadianos mediante a estimulação da secreção de melatonina pela glândula pineal.
Trata-se de um grupo de neurônios do hipotálamo medial (sua parte central). A destruição desta estrutura leva à ausência completa de ritmos regulares nos mamíferos. Por outro lado, se as células dos núcleos supraquiasmáticos são cultivadas in vitro, são capazes de manter seu próprio ritmo na ausência de sinais externos. Portanto, o núcleo supraquiasmático ajusta o "relógio interno" ou endógeno, que regula os ritmos circadianos.
O núcleo supraquiasmático recebe informação da luz do meio ambiente através dos olhos,ao passo que a retina contém não apenas fotorreceptores típicos, que nos permitem distinguir formas e cores, mas também células ganglionares com um pigmento chamado melanopsina. Através do trato retinohipotalámico, a melanopsina leva informação ao núcleo supraquiasmático. Este, por sua vez, recebe a informação sobre a luminosidade externa, a interpreta e a envia ao gânglio cervical superior, o qual redireciona o sinal para a glândula pineal. Em resposta ao estímulo, essa glândula secreta o hormônio melatonina, cujos níveis são baixos durante o dia e aumentam à noite. Sendo que os sonhos são demonstrativos da atividade proporcionada pela glândula pineal em sua função receptiva de impulsos eletromagnéticos mais aguçados durante o período noturno.